# Anta da Pedra da Orca
Pour les articles homonymes, voir Anta (homonymie).
Anta da Pedra da Orca est un dolmen datant du Néolithique situé près de la municipalité de Gouveia, dans le district de Guarda, en région Centre.

## Situation
Le mégalithe est situé dans la freguesia de Rio Torto, à environ 6 km à l'ouest de Gouveia, à proximité de la route N17 et de la rue dos Ribeiros.

## Description
Le dolmen a une hauteur de 3 m.

## Histoire
Des fouilles archéologiques menées en 1895 ont mis au jour plusieurs flèches de silex et de quartz, des perles, un vase d'argile, divers fragments de céramiques et des ossements humains.
Le dolmen est déclaré Imóvel de Interesse Público en 1951.